# Jedinica ekvivalenta dvadeset stopa
Jedinica ekvivalenta dvadeset stopa (eng. twenty-foot equivalent unit, skr. engl. TEU) je neprecizna jedinica kapaciteta robe koja se često koristi da se opiše kapacitet kontejnerskih brodova i kontejnerskih terminala. 
Bazirana je na zapremini ISO kontejnera dužine 20 stopa (6,1 metara), metalnoga sanduka standardne veličine, koji se lako može pretovarivati između različitih načina transporta, kao što su brodovi, vlakovi i kamioni.
Jedan TEU predstavlja kapacitet robe standardnog ISO kontejnera, 20 stopa (6,1 m) dugačkog ai 8 stopa (2,44m) širokoga. Ne postoji standard što se tiče visine. Visina može biti u rasponu od 4 stope i 1 inča (1,3m) do 9 stopa i 6 inča (2,9m), ali je najčešća 8 stopa i 6 inča (2,59 m). Uobičajeno je da se kontejneri od 45 stopa (13,7 m) označavaju kao 2 TEU.